# Gotfrid
Gotfrid aber auch Gotefrid, Gotefred oder Gottfried (lateinisch Gotfridus oder Cotefredus; * ?; † 709) war bis 709 alamannischer Herzog aus dem Hause der Agilolfinger. Er war Vater des Lantfrid und Theudebald sowie von Odilo, Herzog der Bajuwaren.
Um 700 begab sich Magulfus, Priester und Hirte am Grab des heiligen Gallus, mit der Bitte um eine Wachsspende zu Herzog Gotfrid nach Cannstatt. Daraufhin übertrug der Herzog den Ort Biberburg an die Galluskirche. Offensichtlich hatte sich der Ruf von St. Gallus schon wenige Jahrzehnte nach dessen Tod 640 im südalemannischen Gebiet verbreitet.
Gotfrid stand den fränkischen Hausmeiern in erbitterter Feindschaft gegenüber und verteidigte die Autonomie seines Herzogtums gegen deren Zentralgewalt. 
Als Gotfrid im Jahr 709 starb, erhoben seine Söhne Lantfrid und Theudebald gemeinsam Anspruch auf das Herzogsamt.

## Nachkommen
Gotfrid war verheiratet mit einer Tochter des Bayernherzogs Theodo I.; Kinder des Paares waren:
- Lantfrid
- Theudebald
- Odilo, † 8. Januar 748, Herzog von Bayern
- Huoching, (* um 675; † 744), Angehöriger des Herzoghauses der Alamannen
- Regarde ⚭ Hildebrand (Hildeprand) Herzog von Spoleto
- Liutfrid